# 西南技術工程研究所
西南技術工程研究所，1999年成立，屬於中國兵器裝備集團旗下公司，現任董事長吴护林。
主要業務包括环境试验、特种材料及工程化、先进材料、特种工艺和防护包装工程。設施中心包括：国防科技工业自然环境试验研究中心、国防科技工业精密塑性成形技术研究应用中心两个国家级研究中心；拥有重庆市环境腐蚀与防护工程技术研究中心、重庆市科技成果转化示范中心。

## 外部連結
- 西南技術工程研究所